# Takamasa Sugiyama
Takamasa Sugiyama (født 26. juni 1998) er en japansk fodboldspiller.
Han har spillet for flere forskellige klubber i sin karriere, herunder Gamba Osaka.